# Victoria Tiblom
Victoria Anna Eva Tiblom, tidigare Martinsson, född 21 oktober 1969 i Sköns församling i Västernorrlands län, är en svensk politiker (sverigedemokrat). Hon är ordinarie riksdagsledamot sedan 2022, invald för Skåne läns södra valkrets.
I riksdagen är Tiblom ledamot i Nordiska rådets svenska delegation sedan 2022 samt suppleant i justitieutskottet, konstitutionsutskottet, kulturutskottet och riksdagens valberedning. Hon har varit suppleant i försvarsutskottet och utbildningsutskottet.